# Квинт Фабий Пиктор
Квинт Фабий Пиктор (на латински: Quintus Fabius Pictor) е един от ранните латински историци. Виден политик и военачалник, през втората половина на 3 век пр.н.е. Сенатор през 225 пр.н.е. Води римляните в битките с галите и с Картаген през Втората пуническа война.
Смята за основоположник на аналите. Пише на старогръцки, преведен на латински език, чак по времето на Цицерон. Като източник на информация използвал хрониките на собствения си род - Фабиите, както и такива на други важни римски родове. Литературните му произведения са важен източник за Полибий, Тит Ливий и Дионисий Халикарнаски.
Неговият дядо, Гай Фабий Пиктор е един от първите римски художници (на латински pictor – художник).